# Ольшовиці
Ольшовиці (пол. Olszowice) — село в Польщі, у гміні Свьонтники-Гурні Краківського повіту Малопольського воєводства.
Населення — 661 особа (2011).
У 1975-1998 роках село належало до Краківського воєводства.

## Демографія
Демографічна структура станом на 31 березня 2011 року:
|          | Загалом | Допрацездатний вік | Працездатний вік | Постпрацездатний вік |
| -------- | ------- | ------------------ | ---------------- | -------------------- |
| Чоловіки | 316     | 71                 | 216              | 29                   |
| Жінки    | 345     | 67                 | 212              | 66                   |
| Разом    | 661     | 138                | 428              | 95                   |